# Łysa (Łyse Baszty)
Łysa – skała w grupie Łysych Skał zwanych też Łysymi Basztami na orograficznie prawym zboczu Doliny Szklarki na Wyżynie Olkuskiej. Skały te znajdują się w obrębie miejscowości Jerzmanowice w województwie małopolskim, w powiecie krakowskim, w gminie Jerzmanowice-Przeginia. 
Łysa zbudowana jest z twardych wapieni skalistych. W istocie składa się z trzech skał oddzielonych wąskimi szczelinami i kominem. Ich tylna ściana o wystawie północnej i zachodniej to Łyse Plecy. Ściany Łysej mają wysokość do 18 m i są obiektem wspinaczki skalnej. 
Łyse Baszty są widoczne ponad lasem z drogi prowadzącej dnem Doliny Szklarki. W Łysych Skałach znajduje się kilka obiektów jaskiniowych: Szczelina w Łysych Skałach Trzecia, Szczelina w Łysych Skałach Czwarta, Szczelina w Łysych Skałach Piąta, Szczelina w Łysych Skałach Szósta.
W odległości około 15 m na południowy wschód od Łysej znajduje się grupka 4 turni o nazwie Łyse Zęby.

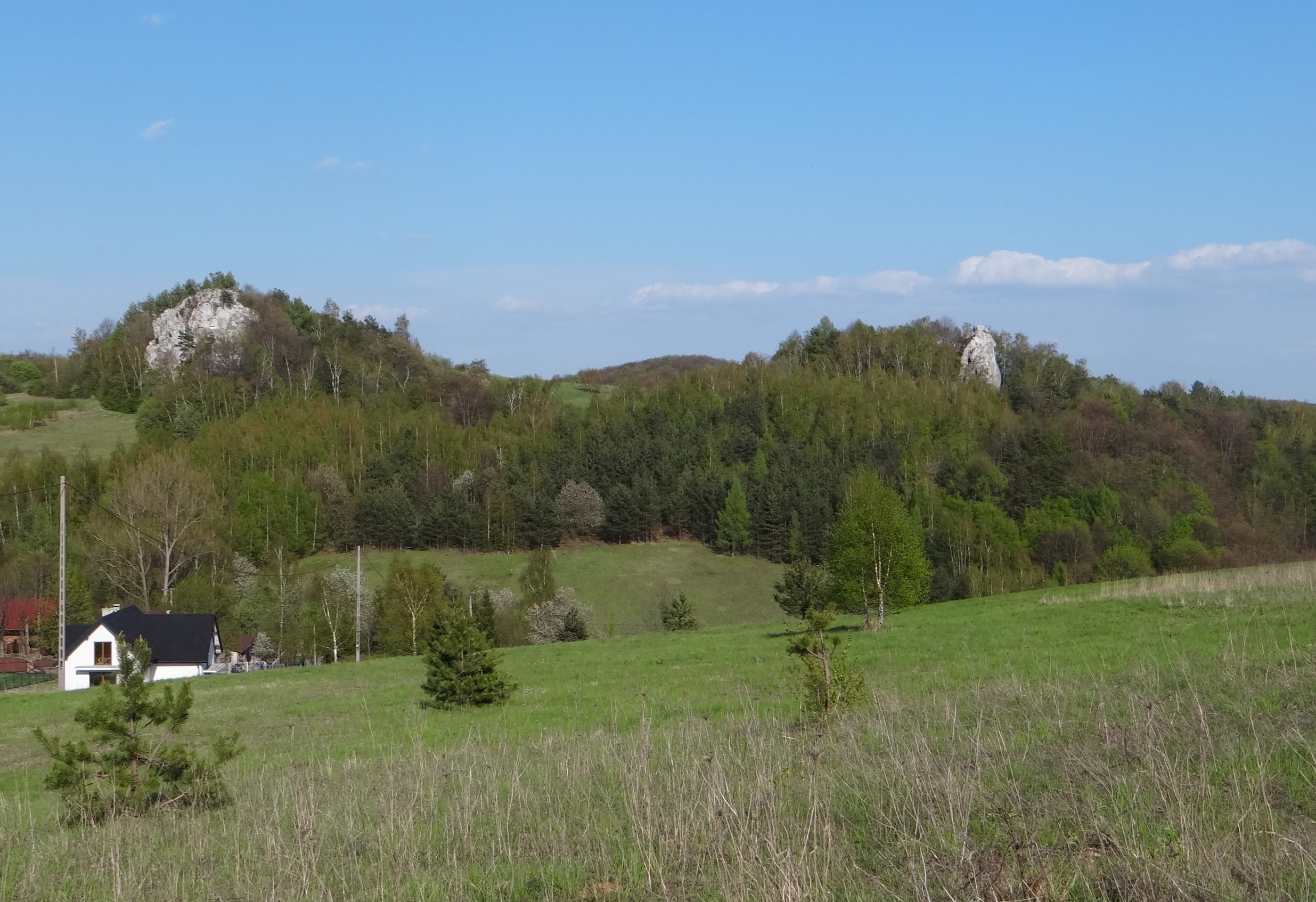
Witkowe Skały i Łyse Skały
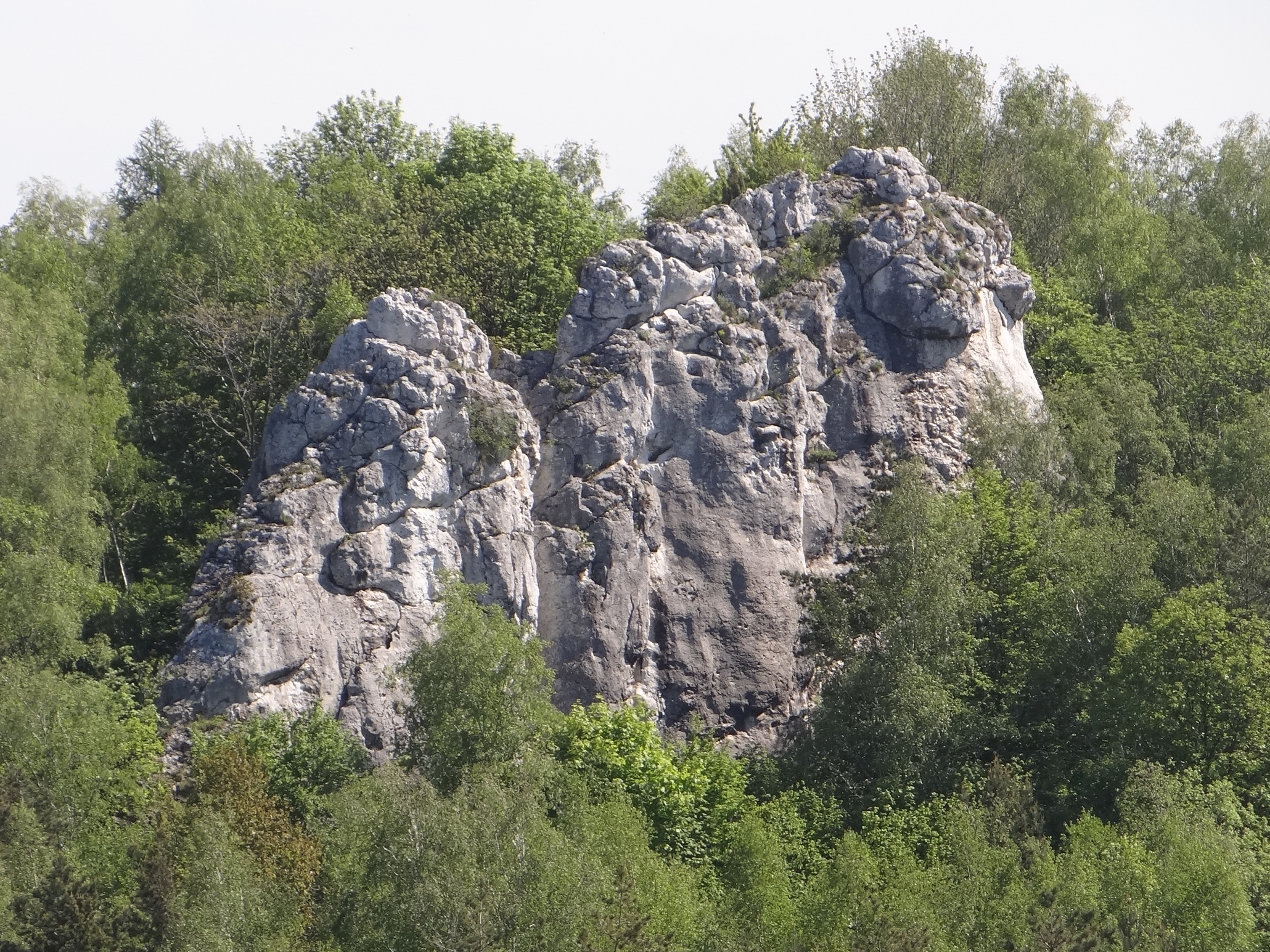
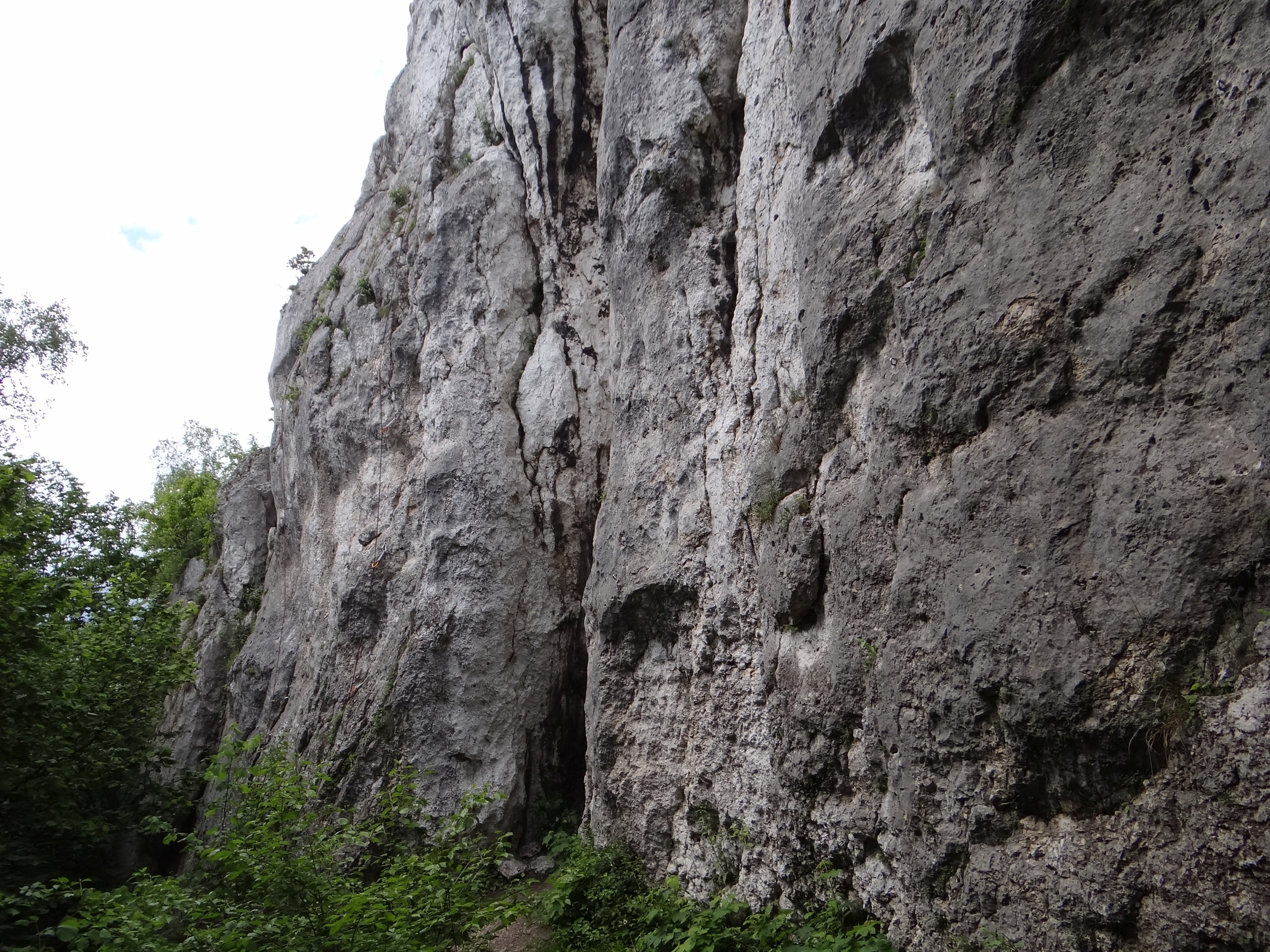
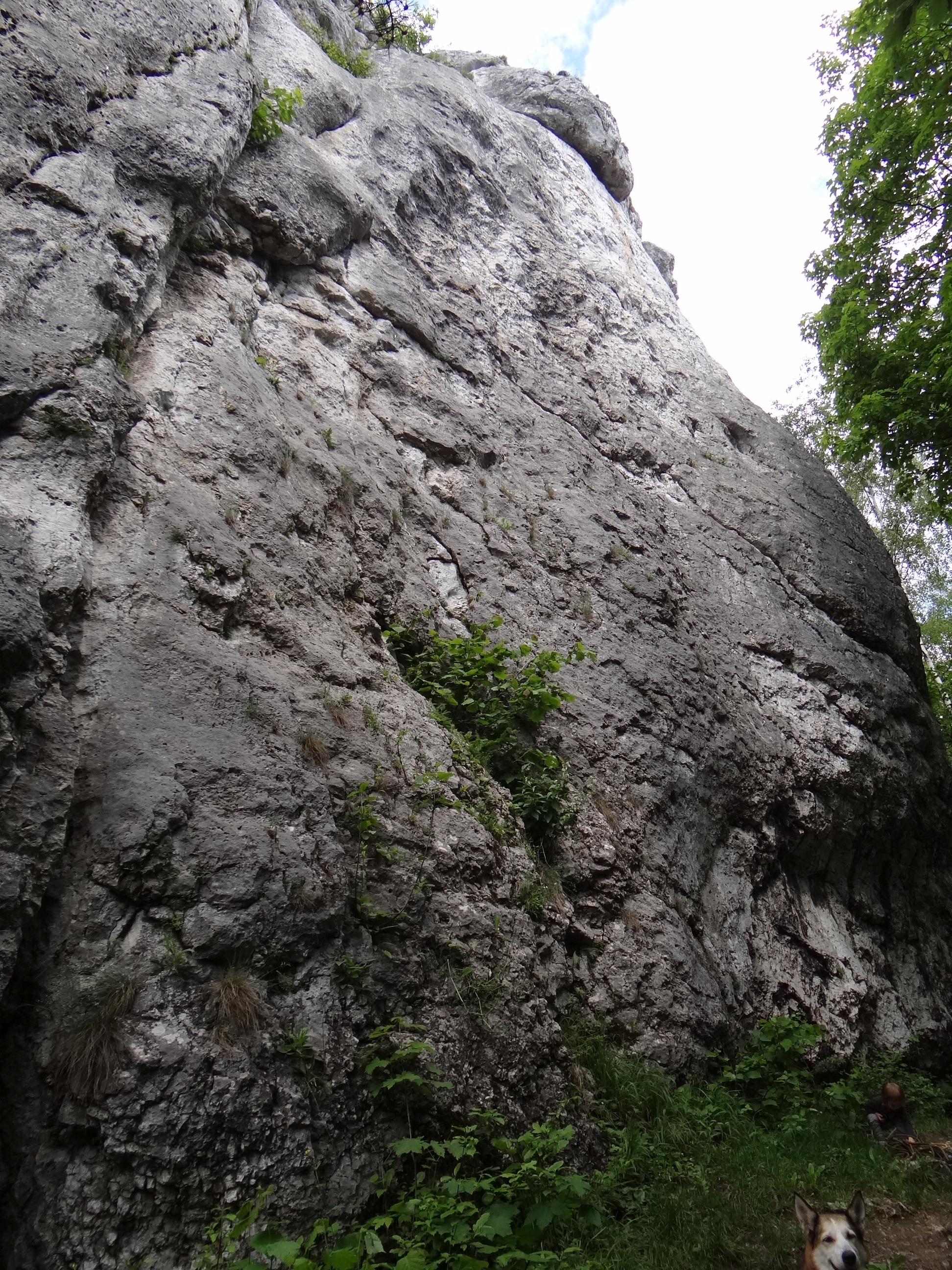
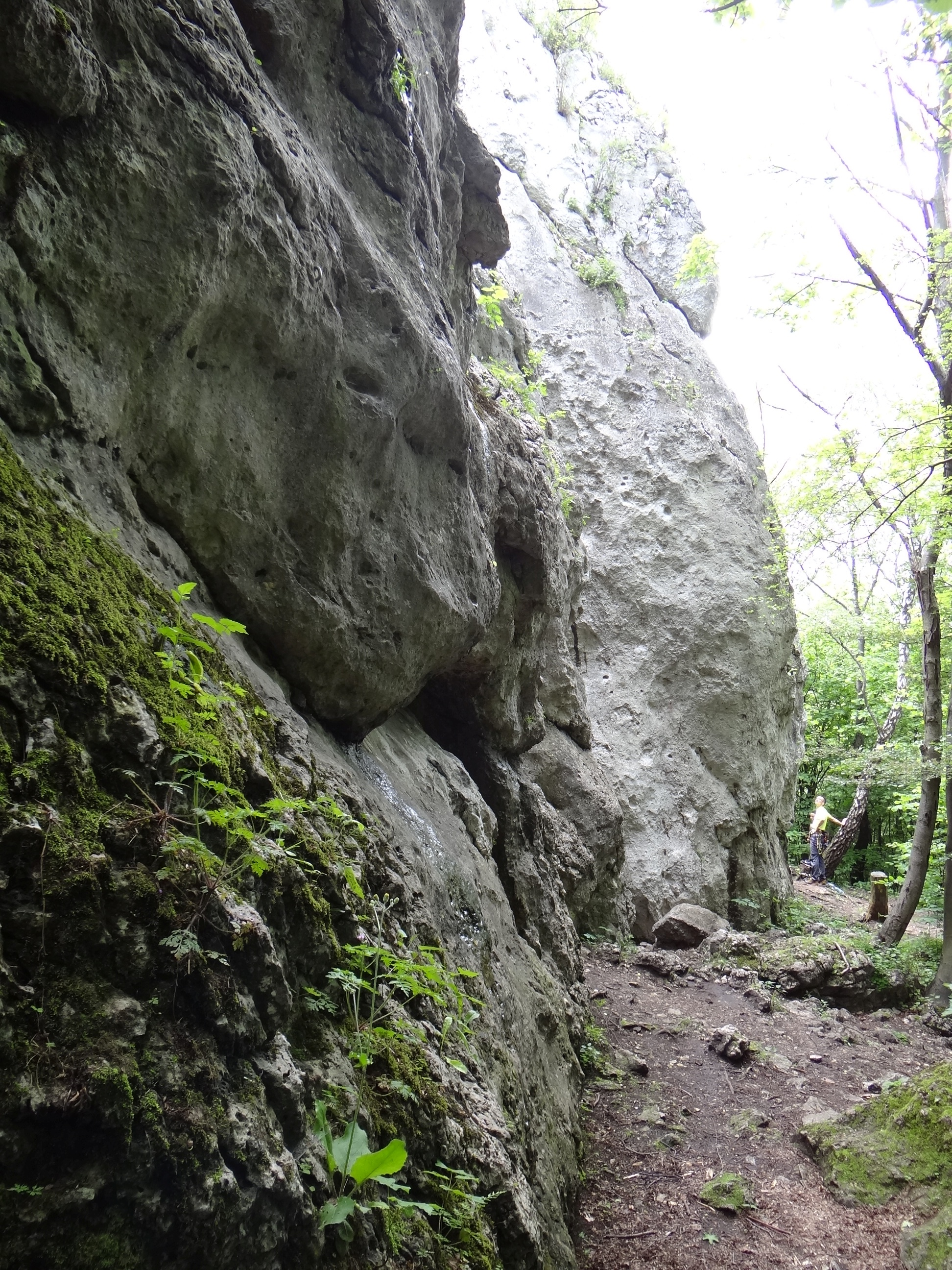
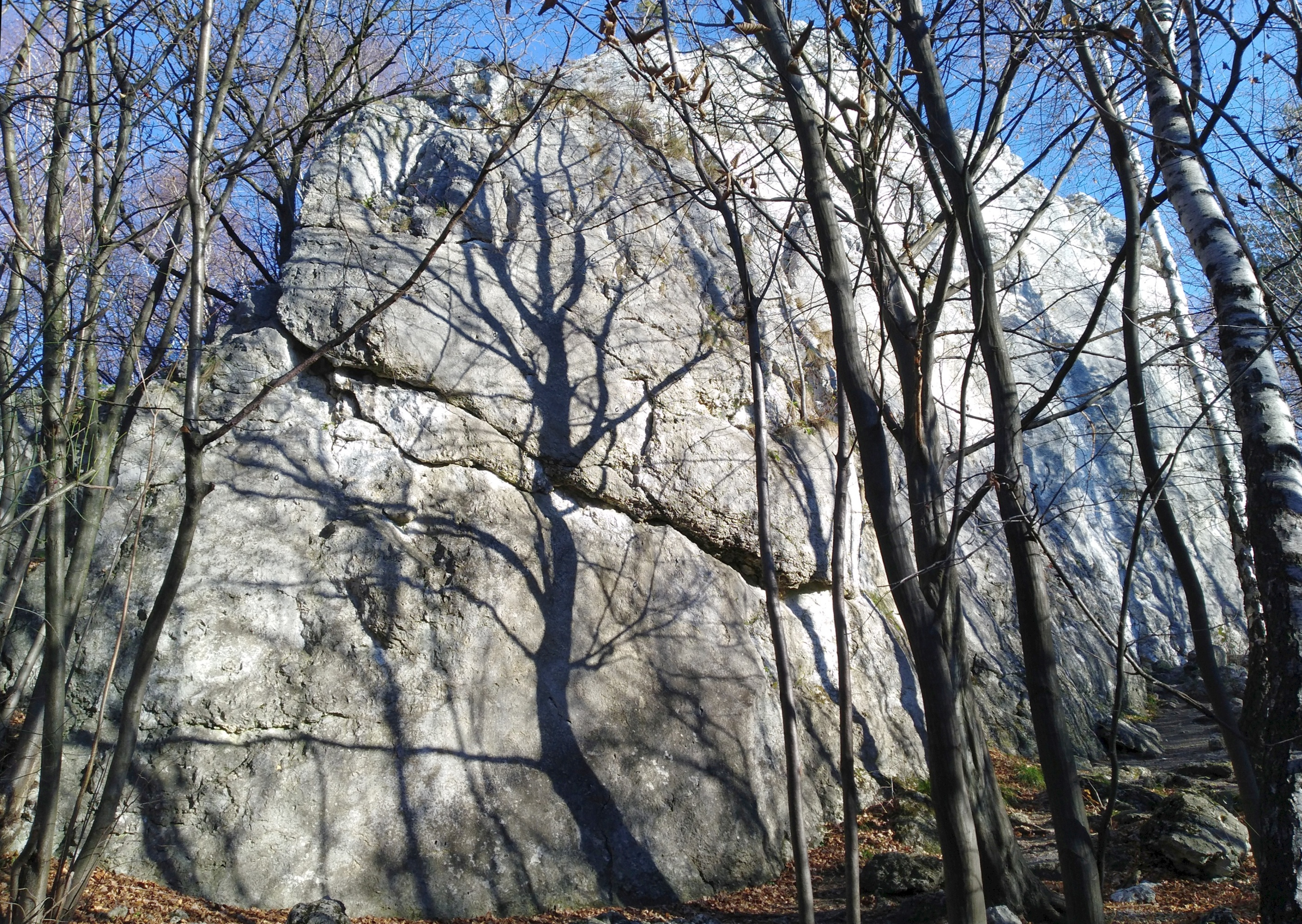

## Drogi wspinaczkowe
Na Łysej łącznie z wariantami jest 49 dróg wspinaczkowych. Mają trudność od III do VI.5 w skali krakowskiej i wystawę południową lub wschodnią. Większość z nich jest obita ringami (r) lub hakami (h) i mają stanowiska zjazdowe (st). Znajdują się w cieniu (las).

Łysa I
1. Skryty kancik; 3r + st, IV, 11 m
2. Dawid-Michałek; 3r + st, VI.1, 11 m
3. Rada błyskotliwych; 3r + st, VI.1+, 11 m

Łysa II
1. Stara droga; III 	0.00 			18 m
2. Drobna przypadłość; III+, 20 m
3. Zakola młodych; 6r + st, VI+, 18 m
4. Polska Partia Łysych; 5r + 1h + st, V+, 18 m

Łysa III
1. Polska Partia Łysych; 5r + 1h + st, V+, 18 m
2. Spadek konwekcyjny; 7r + st, VI+, 19 m
3. Biedronka; 7r + st, VI, 19 m

Łysa IV
1. Rocznica 11.11; 7r + st, V, 19 m
2. Piruet; 6r + st, VI+, 19 m
3. Nie zapominajmy o ideałach sierpnia; 3r + st, VI+, 19 m
4. Komin z blokami; III+, 19 m
5. Filarek Ciszewskiego; 6r + st, VI, 20 m
6. Prawy leśny dziadek; 7r + st, VI.1+, 20 m
7. Filarek leśnego dziadka; 7r + st, VI.1+, 20 m
8. Łysa rysa; VI, 20 m

Łysa V
1. Łysa rysa; VI, 20 m
2. Księżycowe krajobrazy; 8r + st, VI.2, 20 m
3. Superprostowanie Zulusa; 8r + st, VI.4, 20 m
4. Wariant miłośników pilota Pirxa; 8r + st, VI.2, 20 m
5. Prostowanie Zulusa; 8r + st, VI.2+, 20 m
6. Zulus Czaka; 9r + ST 	VI.3, 20 m
7. Komin Nelsona Mandeli; VI+, 20 m

Łysa VI
1. Komin Nelsona Mandeli; VI+, 20 m
2. Niedzielny dulferek; 6r + st, VI.1+/2, 20 m
3. Droga do Bulawayo; 6r + st, VI.3, 20 m
4. Wariant do drogi na Bulawayo; 5r + st, VI.1, 20 m
5. Prawa płyta; 8r + st, VI.1, 20 m
6. Wataha; 7r + ST 	VI.1, 20 m
7. Sposób na gazelę; 9r + st, VI.2/2+, 20 m
8. Wilk stepowy; 7r + st, VI.2, 20 m
9. Andrzej Kmicic; 6r + st, VI.3/3+, 20 m
10. Koziołek; 5r + st, VI.1+, 20 m

Łysa VII
1. Wschodnia rysa; V, 16 m
2. Zdążyć przed Wojtkiem; 6r + st, V+, 16 m
3. Zdążyć przed Skwirem; 5r + st, V, 16 m
4. Wejściowa wariantem; III+, 17 m

Łysa VIII
1. Flow; IV, 15 m
2. Bukkake Queen; 4r + st, VI.1+, 15 m
3. Autofellatio ekspert; 4r + st, VI.4+, 15 m
4. Anhedonia; 4r + st, VI.5, 15 m
5. Kurwiki; 3r + st, VI.4/4+[5].